# Quanti sedani lasciati ai cani
Quanti Sedani Lasciati ai Cani è un album dei Mariposa pubblicato nel 2004.

## Il disco
L'album è composto da spezzoni creati per un radiodramma prodotto da Trovarobato. Dopo esser stato una "pantomima itinerante" e un'opera radiofonica, diventa un disco vero e proprio prodotto da Trovarobato/Officine Della Cultura (distribuzione Materiali Sonori). Narra le gesta della principessa Poco che, per colpa di una vita travagliata dedita al consumismo, si trasforma in stazione ferroviaria. Si tratta di una pièce surreale e provocatoria che contiene sia brani strumentali, che cantati e recitati.

## Tracce
1. introito – 2:00
2. captatio – 0:59
3. tema di poco – 2:28
4. volta una cera – 1:19
5. canzone di poco – 2:55
6. tema della profezia – 3:39
7. canzone dell'omino di peli – 2:49
8. tema della mamma – 3:35
9. apoteosi della principessa poco – 3:44
10. madrigale "poco redentis carne" – 0:53
11. quanti sedani lasciati ai cani – 3:08
12. e scorreggiava lontano piastrelle – 1:10
13. la pendola – 0:18
14. secondo tema della profezia – 2:37
15. canzone dell'agnello – 5:40
16. epilogo – 0:30
17. congedo – 1:48